# Małe Śląskie Kamienie
Małe Śląskie Kamienie (niem. Die Kleinen Mädelsteine, Skały Panieńskie Małe, 1341 m n.p.m.) – skały w Sudetach Zachodnich, w paśmie Karkonoszy.
Granitowe skały położona na północny wschód od Śląskich Kamieni, na północnych zboczu Głównego Grzbietu Karkonoszy w ścisłym rezerwacie Karnonoskiego Parku Narodowego.

## Zobacz
- Śląskie Kamienie (skały)
- Śląskie Kamienie (szczyt)